# Timothy Regan
Pour les articles homonymes, voir Regan.
Timothy A. Regan (né le 28 décembre 1949 à Providence, dans l'état de Rhode Island aux États-Unis) est un joueur américain de hockey sur glace. Lors des Jeux olympiques d'hiver de 1972 à Sapporo, il remporte la médaille d'argent.

## Statistiques en carrière

### En club
| Saison    | Équipe                | Ligue         |    | Saison régulière | Saison régulière | Saison régulière | Saison régulière | Saison régulière | Saison régulière | Saison régulière |     | Séries éliminatoires | Séries éliminatoires | Séries éliminatoires | Séries éliminatoires | Séries éliminatoires | Séries éliminatoires | Séries éliminatoires |
| Saison    | Équipe                | Ligue         | PJ | Min              | BC               | Moy              | % Arr            | Bl               | Pun              | PJ               | Min | BC                   | Moy                  | % Arr                | Bl                   | Pun                  |                      |                      |
| 1969-1970 | Terriers de Boston    | NCAA          | 23 | 1 340            | 63               | 2,82             | 89,7             | 0                | 0                | -                | -   | -                    | -                    | -                    | -                    | -                    |                      |                      |
| 1970-1971 | Terriers de Boston    | NCAA          | 14 | 780              | 23               | 1,77             | 92,9             | 0                | 2                | -                | -   | -                    | -                    | -                    | -                    | -                    |                      |                      |
| 1971-1972 | Terriers de Boston    | NCAA          | 9  |                  |                  |                  |                  |                  | 2                | -                | -   | -                    | -                    | -                    | -                    | -                    |                      |                      |
| 1971-1972 | États-Unis            | International | 10 |                  | 50               | 3,41             |                  | 0                | 0                | -                | -   | -                    | -                    | -                    | -                    | -                    |                      |                      |
| 1972-1973 | Swords de Cincinnati  | LAH           | 2  | 102              | 7                | 4,11             |                  | 0                | 0                | -                | -   | -                    | -                    | -                    | -                    | -                    |                      |                      |
| 1972-1973 | Checkers de Charlotte | EHL           | 44 |                  | 166              | 3,81             |                  | 1                | 14               | -                | -   | -                    | -                    | -                    | -                    | -                    |                      |                      |
| 1973-1974 | Swords de Cincinnati  | LAH           | 31 |                  |                  |                  |                  |                  | 6                | -                | -   | -                    | -                    | -                    | -                    | -                    |                      |                      |
| 1973-1974 | Checkers de Charlotte | SHL           | 9  | 500              | 27               | 3,24             | 88,8             | 0                | 0                | -                | -   | -                    | -                    | -                    | -                    | -                    |                      |                      |
| 1974-1975 | Bears de Hershey      | LAH           | 41 | 2 171            | 149              | 4,11             | 88,1             | 0                | 11               | 12               |     |                      |                      |                      |                      | 8                    |                      |                      |

### En équipe nationale
| Année | Équipe     | Événement            |   | PJ | Min | BC | Moy | % Arr | Bl | Pun                  |  | Résultat |
| 1972  | États-Unis | Jeux olympiques      | - | -  | -   | -  | -   | -     | -  | Médaille d'argent    |  |          |
| 1973  | États-Unis | Championnat du monde |   |    |     |    |     |       |    | 2e place du Groupe B |  |          |

## Palmarès
- 1971-1972
  -  Médaille d'argent aux Jeux olympiques de Sapporo
  - Champion NCAA
  - Meilleur joueur du tournoi NCAA
  - Équipe d'étoiles du tournoi NCAA